# ريكي ريد
ريكي ريد (بالإنجليزية: Ricky Reed)‏ هو منتج أسطوانات وملحن أمريكي، ولد في 1983.

## وصلات خارجية
- ريكي ريد على موقع ميوزك برينز (الإنجليزية)
- ريكي ريد على موقع ديسكوغز (الإنجليزية)
- ريكي ريد على موقع ديسكوغز (الإنجليزية)
- الموقع الرسمي